# سامة السفلى (ذمار)
سامه السفلى هي إحدى قرى الجمهورية اليمنية. تتبع جغرافيا لمحافظة ذمار وإداريًا لمديرية عنس. يبلغ تعداد سكانها 1686 نسمة حسب الإحصاء الذي أجري عام 2004.